# Groupe Charles-Martel
Die Groupe Charles-Martel (auch als Charles Martel Club bezeichnet) war eine rechtsextreme antiarabische französische Terrororganisation. Sie war in den 1970er und 1980er Jahren aktiv. Benannt war die Gruppe nach dem fränkischen Hausmeier Karl Martell, der 732 in der Schlacht von Tours und Poitiers ein arabisch-muslimisches Heer besiegt hatte.
Die Anschläge richteten sich in erster Linie gegen das Eigentum, vor allem Geschäfte, von Algeriern bzw. algerischstämmigen Franzosen. Auch Einrichtungen der algerischen Regierung sowie Moscheen und religiöse Einrichtung von Muslimen wurden angegriffen. Im Mai 1980 erklärte die Gruppe nach einem Anschlag, dass sie sich auch gezielt gegen „die [katholische und evangelische] Kirche, die Juden, die Hungerleider der Dritten Welt“ richte.
Die Gruppe berief sich auf eine Feindschaft zwischen beiden Völkern, die im Algerienkrieg (1954–1962) entstanden sei. Algerien war über hundert Jahre lang französische Kolonie bzw. Teil des französischen Mutterlandes gewesen. Im besonders blutig geführten Unabhängigkeitskrieg hatte Algerien sich von der französischen Kolonialmacht befreien können. Etliche europäischstämmige Algerier (Pieds-noirs) waren danach nach Frankreich geflohen.

## Anschläge
- 14. Dezember 1973 – Bombenanschlag auf das algerische Konsulat in Marseille. Vier Algerier wurden ermordet und 20 verletzt.
- 2. März 1975 – Bombenanschläge auf Büros der Air Algérie in Toulouse und Lyon. Niemand wurde verletzt.
- 1. April 1975 – Eine Autobombe explodiert vor der algerischen Botschaft in Paris. Niemand wurde verletzt. Die GCM wollte damit gegen den Staatsbesuch des französischen Präsidenten in Algerien protestieren.
- 24. Dezember 1976 – Der Prinz Jean de Broglie, der 1962 die Evian-Verträge zur Unabhängigkeit Algeriens ausgehandelt hatte, wird ermordet.
- 1. November 1977 – Zwei Algerier in Paris werden entführt, um gegen die Entführung von Franzosen in Mauretanien zu protestieren. Jedoch werden die Algerier später freigelassen.
- 2. Dezember 1977 – Der Wachmann der Vereinigung Amicale des Algériens in Paris, Laïd Sebaï, wird ermordet.
- 10. Januar 1978 – Angriff mit Maschinengewehren auf ein Wohnheim für Arbeitsmigranten in Nizza. Niemand wird verletzt.
- 24. April 1980 – Angriff auf das protestantische Studentenwohnheim in Paris mit vier Verletzten.
- 4. Mai 1978 – Der kommunistische Politiker und antikolonialistische Aktivist Henri Curiel wird ermordet.
- 7. Mai 1980 – Bombenanschlag gegen die association des étudiants musulmans nord-Africains in Paris. Niemand wurde verletzt.
- 11. Mai 1980 – Bombenanschlag auf das algerische Konsulat in Aubervilliers. Niemand wurde verletzt.
- 20. Dezember 1981 – Bombenanschlag auf ein Büro des polnischen Unternehmens Botrans. Niemand wurde verletzt. Dieser Anschlag wurde antikommunistisches Signal nach der Wahl des linksgerichteten Präsidenten François Mitterrand gedeutet.
- 18. Februar 1982 – Angriff mit Molotow-Cocktails auf eine Moschee in Montpellier. Niemand wurde verletzt.
- 22. Februar 1982 – Angriff mit Schusswaffen auf eine bei Maghrebinern beliebte Bar. Drei Menschen wurden verletzt.
- 6. Mai 1982 – Sprengstoffanschlag auf eine Moschee in Romans-sur-Isère. Niemand wird verletzt.
- 14. März 1983 – Bei einem Bombenanschlag in Marseille, bei dem die Bombe von einem vorbeifahrenden Motorroller geworfen wurde, werden zwei Kinder verletzt.
- 9. August 1983 – Bombenanschlag auf das Büro der Air Algérie in Marseille. Niemand wurde verletzt.[1]

- Am 20. Juni 1991 bekannte sich ein Commando Charles-Martel zu einem Bombenanschlag auf ein algerisches Vereinslokal in Paris. Diese Spur konnte jedoch nie bestätigt werden, weshalb die französischen Behörden davon ausgehen, dass die Gruppierung seit 1983/84 nicht mehr aktiv war.

Im Januar 1974 erhielt der damalige französische Präsident Georges Pompidou außerdem ein Traktat der Gruppe zugeschickt, in dem die Gewalttaten der Gruppe unter anderem mit Verweis auf die „Invasion“ Frankreichs durch die Einwanderung von Algeriern und die „Besatzung unseres Bodens durch vollkommen nicht assimilierbare Ethnien mit keinerlei qualitativem Mehrwert“ begründet wurde.